# 동아일보 사옥
동아일보 사옥(東亞日報 社屋)은 서울특별시 종로구에 있는 건축물이다. 2001년 4월 6일 서울특별시의 유형문화재 제131호로 지정되었다.

## 개요
동아일보 사옥(東亞日報 社屋)은 화동에 있던 중앙학교를 빌어 설립되었다. 동아일보 편집국장을 지낸 설의식은 1930년 그 당시의 모습을 “지금은 터도 없어진 화동 막바지, 늙은 소나무가 엉성하게 늘어선 거치른 터전에 고가가 두세 채, 그 사이의 공간을 활용하여 널빤지와 양철판으로 얽은 방이 세상을 흔들던 대 ‘동아’의 편집국이었다. 고옥의 이모저모를 뜯어고쳐 사장실을 비롯하여 편집ㆍ영업ㆍ공장의 각 부분을 함부로 마련하였으니, 그 엉성하기란 말할 나위도 없었다.” 라고 회고하였다.
동아일보는 이곳에서 7년 동안 지낸 후 새 사옥 건립계획을 세웠다. 새 사옥 터는 조선총독부를 감시한다는 뜻에서 총독부가 보이는 경성의 중심지 황토현, 지금의 광화문 네거리에 자리를 잡았다. 불타 없어진 명월관과 그 부근 땅을 구입하였다. 명월관은 마지막 덕수궁 요리사 안순환 씨가 연 대한민국 최초의 기생 요리집으로, 회색의 2층 양옥이었다.
이 건물은 1963년 동아방송이 개국하면서 지상 6층 짜리 건물로 증축하게 되었고(현재는 지상 5층 규모다.), 1992년까지 동아일보의 본사 사옥으로 쓰이다가, 중구 충정로1가에 새 사옥을 건설하면서 문화공간으로 탈바꿈한다. 1994년 동아일보 명예회장이자 인촌 김성수의 아들인 김상만의 호를 따서 일민문화관으로 명명된 이 건물은 1996년 일민미술관으로 이름을 바꿔 지금에 이르고 있다.
서울 지하철 5호선 광화문역 5번 출구 바로 앞에 위치해 있다.

## 대중문화
- 2022년 영화 - 사이버 지옥: N번방을 무너뜨려라

## 참고 자료
- 동아일보 사옥 - 국가유산청 국가유산포털

 본 문서에는 서울특별시에서 지식공유 프로젝트를 통해 퍼블릭 도메인으로 공개한 저작물을 기초로 작성된 내용이 포함되어 있습니다.